# Laimdota Straujuma
Laimdota Straujuma (Latergália, 24 de fevereiro de 1951) é uma política, física, matemática e economista letã. Ocupou vários cargos na política do país, tendo sido Ministra da Agricultura e Secretária de Estado entre 2000 e 2006. Em 2007 foi Ministra de Desenvolvimento Regional e Assuntos de Governo Local e novamente Secretária de Estado até 2011, quando foi reconduzida ao Ministério da Agricultura.
Ocupou o cargo de primeira-ministra de 22 de janeiro de 2014 a 11 de fevereiro de 2016 após renunciar devido aos resultados de seu governo serem considerados insatisfatórios pelo parlamento do país. Foi a 21.ª primeira-ministra da Letônia, sendo a primeira mulher a ocupar o cargo.

## Biografia

### Formação
Licenciada desde 1987 em Física e Matemática pela Universidade da Letônia. Após licenciar-se entrou no Instituto de Economia e na Academia de Ciências de Letônia doutorando-se em 1992 em economia agrícola, defendendo a tese "A valorização dos recursos de fabricação nas empresas letãs".

### Carreira profissional
Desde 1973, trabalhou na Academia de Ciências de Letônia como assistente de investigação. Em 1991 liderou o Plano Nacional do Setor Agrícola, sendo nesse mesmo ano quando também trabalhou como investigadora da empresa no Centro de Computação da Letônia até 1993 quando passou a ser chefe e depois subdiretora do Centro de Assessoria Agrícola.
Em 1998 foi vice-presidente e depois também diretora adjunta da Assessoria Agrícola da Letônia e do Centro de Apoio à Capacitação, da qual mais tarde tornou-se conselheira e presidente estatal em funções até novembro de 1999. Entre 2002 e 2007 foi membro da Junta de Hipotecas da Letônia e do Banco Agrícola, durante esse período pertenceu à Academia Agrícola e Florestal de Ciências. Em 2008 foi eleita membro da composição de conselheiros da Universidade de Agricultura, pertencendo a diferentes conselhos universitários até 2011.

## Carreira política
Em 1998 entrou no mundo da política ingressando no Partido Popular. Um ano mais tarde, foi vice-presidente do Ministério de Agricultura.
A partir de 9 de outubro de 2000 foi nomeada pela presidenta Vaira Vīķe-Freiberga como Ministra da Agricultura e Secretária de Estado até 31 de dezembro de 2006.
Em janeiro de 2007 foi nomeada Ministra de Desenvolvimento Regional e Assuntos de Governo Local e também Secretária de Estado de seu novo ministério. Em 25 de outubro de 2011 foi nomeada pelo presidente Andris Bērziņš, pela segunda vez como Ministra da Agricultura.
Durante esses anos, em 2002 saiu do Partido Popular e entrou no Partido da Nova Era até que desde 2011 está no partido Unidade.
Posteriormente, em 5 de janeiro de 2014, após a demissão do primeiro-ministro Valdis Dombrovskis, o partido Unidade a apresentou como candidata ao cargo cuja candidatura foi aprovada pelo Saeima, recebendo o apoio dos demais partidos.
Em 22 de janeiro foi investida como a 21.ª primeira-ministra da Letônia.